# Луджайн Хадлул
Луджейн Хадлул (на арабски: لجين الهذلول) е саудитска общественичка.
Родена е в Джида на 31 юли 1989 г. Завършва Университета на Британска Колумбия.
Към 2014 г. се включва в кампании за даване на право на шофиране на жените и премахване на системата на мъжко настойничество, за което е арестувана неколкократно. През 2018 г. е отвлечена от саудитските власти, докато пребивава в Обединените арабски емирства, след което е затворена и подложена на мъчения. През 2019 г. започва съдебен процес срещу нея, но обвиненията не са оповестени, още е в затвора без присъда към ноември 2020 г.